# 1864 dans le catholicisme
Chronologie du catholicisme
- 1860
- 1861
- 1862
- 1863
- 1864
- 1865
- 1866
- 1867
- 1868

Cet article présente les faits marquants de l'année 1864 dans le catholicisme.

## Évènements
- 4 juin : Pie IX érige l'église Notre-Dame de la Garde à Marseille en basilique mineure.
- 8 décembre : Publication de l'encyclique Quanta cura et du Syllabus du pape Pie IX.

## Naissances
- 10 février : Hyacinthe-Jean Chassagnon, prélat français, évêque d'Autun, précédemment évêque auxiliaire de Lyon et évêque titulaire de Modra (de) († 12 février 1940)
- 28 février : Hilaire de Barenton, moine capucin et historien français des langues du Moyen-Orient († 24 février 1946)
- 2 avril : Paul-Marie Dumond, prélat lazariste et missionnaire français, vicaire apostolique de Nanchang et évêque titulaire de Curubis (de) († 19 février 1944)
- 11 juillet : André Eloy, prélat français, vicaire apostolique du Tonkin-Méridional et évêque titulaire de Magydus (de) († 30 juillet 1947)
- 18 juillet : Antonio Anastasio Rossi, prélat italien, dernier Patriarche latin de Constantinople († 28 mars 1948)
- 29 septembre : François Cadic, prêtre, écrivain et folkloriste français († 27 juillet 1929)